# Нурахмедов, Камиль Кямран оглы
Камиль Кямран оглы Нурахмедов (азерб. Kamil Kamran oğlu Nurəhmədov; 10 июня 1991, с. Ширвановка, Кусарский район, Азербайджанская ССР) — азербайджанский футболист, полузащитник.

## Клубная карьера

### Чемпионат
В сезоне 2007/2008 провёл 1 матч за «Гянджларбирлийи». Далее продолжил свою карьеру в российском любительском клубе «Леки» из Магарамкента, который тренировал его отец, известный в прошлом азербайджанский футболист Кямран Нурахмедов.. В 2011—2012 годах, будучи игроком бакинского «Нефтчи», на правах аренды провел один сезон в составе ФК «Сумгаит», который оказался одним из самых результативных в футбольной карьере футболиста. Камиль принял участие во всех 32 играх «химиков» и отметился 4 забитыми голами в ворота соперников, установив тем самым рекорд по количеству проведенных игр за один сезон среди местных футболистов. Летом 2012 года вернулся в «Нефтчи», где провел следующий сезон.
В июле 2013 года, во время летнего трансферного окна Камиль Нурахметов подписал годичный контракт с ФК «Ряван».

### Кубок
В Кубке Азербайджана провел 7 игр в составе 4 клубов.
| № | Команда   | Сезон       | Игр | Минут | Голы |
| - | --------- | ----------- | --- | ----- | ---- |
| 1 | «Ряван»   | 2013 / 2014 | 1   | 90    | 0    |
| 2 | «Нефтчи»  | 2012 / 2013 | 1   | 46    | 1    |
| 3 | «Сумгаит» | 2011 / 2012 | 2   | 98    | 1    |
| 4 | «Апшерон» | 2010 / 2011 | 3   | 289   | 0    |

## Лига Европы
4 октября 2012 года, будучи игроком бакинского «Нефтчи», провел матч группового этапа против миланского «Интера» в домашнем матче группы «H» Лиги Европы УЕФА, которая прошла в Баку на Республиканском стадионе имени Тофика Бахрамова. При этом провел на поле первые 46 минут матча.

## Сборная

### U-19
Дебютировал в составе юношеской сборной Азербайджана до 19 лет 9 октября 2009 года в городе Нес-Циона, в квалификационном матче Чемпионата Европы УЕФА против сборной Израиля, завершившимся победой юношей из Азербайджана со счетом 3:0.

### U-21
В период с 2011 по 2013 год привлекался в состав олимпийской сборной Азербайджана.

## Достижения
- Чемпион Премьер-лиги Азербайджана сезона 2012/2013 годов в составе ФК «Нефтчи» Баку.
- Обладатель Кубка Азербайджана сезона 2012/2013 годов в составе ФК «Нефтчи» Баку.

## Интересные факты
Свой дебютный мяч в составе ФК «Ряван» Камиль забил 31 августа 2013 года, в рамках матчей V тура Премьер-лиги против ФК «Сумгаит» на 50-й минуте матча, благодаря чему его команда одержала первую победу в сезоне.